# Yuththachai Liamkrai
Yuththachai Liamkrai  (Thai ยุทธิชัย เหลี่ยมไกร, sinh ngày 2 tháng 6 năm 1987) là một cầu thủ bóng đá đến từ Thái Lan.

## Danh hiệu

### Câu lạc bộ
Ayutthaya F.C.
- Regional League Division 2 Vô địch (1): 2012